# Puchar Świata w Zapasach 2007 – styl klasyczny mężczyzn
Zawody Pucharu Świata w 2007 roku w stylu klasycznym mężczyzn odbyły się pomiędzy 24–25 lutego w Antalyi (Turcja).

## Ostateczna kolejność drużynowa
| Poz. | Państwo           |
| ---- | ----------------- |
|      | Ukraina           |
|      | Stany Zjednoczone |
|      | Turcja            |
| 4.   | Rosja             |
| 5.   | Iran              |
| 6.   | Gruzja            |

## Wyniki

### Grupa A
| Grupa A    |
| ---------- |
| 1. Ukraina |
| 2. Turcja  |
| 3. Gruzja  |

### Mecze
- Turcja -  Ukraina 3-4
- Turcja -  Gruzja 6-1
- Ukraina -  Gruzja 5-2

### Grupa B
| Grupa B              |
| -------------------- |
| 1. Stany Zjednoczone |
| 2. Rosja             |
| 3. Iran              |

### Mecze
- Iran -  Stany Zjednoczone 4-3
- Iran -  Rosja 2-5
- Rosja -  Stany Zjednoczone 2-5

### Finały
- 5-6  Iran -  Gruzja 6-1
- 3-4  Turcja -  Rosja 5-2
- 1-2  Ukraina -  Stany Zjednoczone 4-3

## Klasyfikacja indywidualna
| Waga   |                     |                 |                    | 4                   | 5                 | 6                          | 7                            | 8                                 |
| ------ | ------------------- | --------------- | ------------------ | ------------------- | ----------------- | -------------------------- | ---------------------------- | --------------------------------- |
| 55 kg  | Pour Yasin Bahrami  | Vüqar Rəhimov   | Harun Bozoğlu      | Zaur Kuramagomiedow | Lindsey Durlacher | Hüseyin Aygün              | Irakli Czoczua               | Siergiej Pietrow                  |
| 60 kg  | Joseph Warren       | Dawit Bedinadze | Isłambiek Albijew  | Bünyamin Emik       | Danyło Krymow     | Saber Seyed Mirzadeh Darzi | ----                         | ----                              |
| 66 kg  | Ali Mohammadi       | Şeref Eroğlu    | Armen Wardanian    | Justin Lester       | Ambako Waczadze   | Muchran Maczutadze         | ----                         | ----                              |
| 74 kg  | Dmytro Pyszkow      | Mahdi Mohammadi | Şeref Tüfenk       | Michaił Iwanczenko  | Jewgienij Popow   | Genadi Gogiszwili          | Keith Sieracki               | Manuczar Kwirkwelia Ramazan Şahin |
| 84 kg  | Witalij Liszczynski | Jack Clark      | Nazmi Avluca       | Dawud Abedinzade    | Dmitrij Orałow    | Akaki Jokhadze             | Davoud Hadavand Serkan Özden | ----                              |
| 96 kg  | Hamza Yerlikaya     | Ghasem Rezaji   | Dimitrij Timczenko | Wasilij Tiepłouchow | Roman Marczenko   | Ramaz Nozadze              | Justin Ruiz                  | ----                              |
| 120 kg | Ołeksandr Czernecki | Dremiel Byers   | İsmail Güzel       | Baszir Babadżanzade | Aleksandr Anuczin | Rewaz Czelidze             | ----                         | ----                              |